# 张超 (1997年)
{{藝人
| 姓名 = 张超
| 類型 = 男歌手
| 圖像 = Zhang Chao Baritone.jpg
| 國籍 =  中华人民共和国
| 民族 = 汉族
| 籍貫 = 山东济南
| 出生日期 = 1997年4月25日
| 出生地點 =  中国内蒙古自治区[[呼伦贝尔市][鄂伦春自治旗]]
| 暱稱 = 超鹅
| 職業 = 歌手、学生
| 語言 = 汉语、英语
| 音樂類型 = 流行、美声
| 母校 = 中央音乐学院（2023年畢業）
| 出道日期 = 2018年
| 出道地點 =  中国大陆
| 活躍年代 = 2018年至今
| 代表作 = 《无问》、《美女与野兽》
| 经纪公司 = 湖南卫视（2019年－2020年）
| 相關團體 = MXH36
}}
张超（1997年4月25日—），山东济南人，中国内地青年男中音歌手，中央音乐学院声乐歌剧系畢業。2018年参加湖南卫视美声综艺节目《声入人心》。

## 早年生活
张超出生于内蒙古呼伦贝尔市，读高中时做过内蒙古特产网站。高考前两个半月开始学习声乐，最终以优异的成绩考入中央音乐学院。

## 演艺经历
2018年10月，张超以男中音演唱成员身份参与录制湖南卫视原创美声综艺节目《声入人心》。在试唱环节，他演唱毛不易的代表作《无问》。舞台公演阶段，他和郑云龙搭档，演唱《美女与野兽》。职业推介环节中，他加入阿云嘎演唱组，与黄子弘凡 、方书剑、梁朋杰 共同演唱《青春舞曲》+《库斯克邮车》、《雪花的快乐》。
2019年1月18日，与阿云嘎 、蔡程昱等《声入人心》成员参加湖南卫视《“四海同春”2019全球华侨华人春节大联欢》；1月29日，与廖佳琳 、蔡程昱 等人参加《2019湖南卫视春节联欢晚会》。2月19日，参加湖南卫视《2019元宵喜乐会》，与方书剑 、石凯、贾凡共同演唱《啊朋友再见》。4月24日，与鞠红川、高天鹤、蔡程昱 参加湖南卫视《逐梦航天——2019“中国航天日”文艺晚会》；同月，他还参加了《声入人心》全国巡演。5月30日，与龚子棋、马佳 共同出席“太湖影视峰会电影之夜”。7月底，参加“芒果音乐节”。随后，与鞠红川 、蔡程昱 共同参加腾讯视频综艺节目《合唱吧！300》。

## 音乐作品
| 发行时间       | 名称                                                               | 语言 | 備註 |  |
| -------------- | ------------------------------------------------------------------ | ---- | --- |  |
| 2018年7月17日  | 《春之舞》（&黄霄云）                                              | 国语 | 2018年首都大学生心理健康节“吾·爱·舞：共舞心健康”活动主题曲                                                                    |  |
| 2018年11月9日  | 《无问》                                                           | 国语 | 张超《声入人心》试唱曲目 |  |
| 2018年12月14日 | 《美女与野兽》（&郑云龙）                                          | 国语 | 迪士尼音乐剧《美女与野兽》（中文版）选段                                                                                      |  |
| 2018年12月29日 | 《青春舞曲》+《库斯克邮车》（&黄子弘凡、方书剑、梁朋杰）           | 国语 | |  |
| 2019年1月4日   | 《雪花的快乐》（&黄子弘凡、方书剑、梁朋杰）                        | 国语 | |  |
| 2019年1月11日  | 《The Greatest Show》（&刘宪华、郑云龙、黄子弘凡、方书剑、梁朋杰） | 英语 | 歌舞电影《马戏之王》开场曲 |  |
| 2019年1月29日  | 《八百里洞庭美如画》（&蔡程昱、高天鹤、仝卓、廖佳琳）              | 国语 | |  |
| 2019年2月5日   | 《我爱你中国》（&蔡程昱、高天鹤、阿云嘎、王凯）                    | 国语 | |  |
| 2019年2月19日  | 《啊朋友再见》（&贾凡、方书剑、石凯）                              | 国语 | |  |
| 2019年4月24日  | 《祖国不会忘记》（&蔡程昱、高天鹤、鞠红川）                        | 国语 | |  |
| 2020年4月24日  | 《初现》                                                           | 国语 | 个人首支单曲 |  |
| 2020年5月4日   | 《你也我也》                                                       | 国语 | |  |
| 2022年4月25日  | 《磐石上的芽》專輯                                                 | 国语 | 專輯共有四首單曲：見字如面、稀客、誰的青春沒留些遺憾、芽，於2023年3月份舉辦磐石上的芽專輯巡演，在天津、廣州、成都、南京演出。 |  |
| 2023年4月17日  | 《千面Chapter》專輯                                                | 国语 | 專輯共有七首單曲：再一次、默劇、夏夜晚風迷了路、別再說我和你、西西里、先知·透明者、馬戲                                       |  |

## 综艺节目
| 年份   | 頻道/平台 | 節目名稱                                 | 備註       |
| ------ | --------- | ---------------------------------------- | ---------- |
| 2018年 | 湖南卫视  | 《声入人心》                             | 演唱成员   |
| 2019年 | 湖南卫视  | 《2019湖南卫视春节联欢晚会》             |            |
| 2019年 | 湖南卫视  | 《“四海同春”2019全球华侨华人春节大联欢》 |            |
| 2019年 | 湖南卫视  | 《2019元宵喜乐会》                       |            |
| 2019年 | 湖南卫视  | 《逐梦航天——2019“中国航天日”文艺晚会》   |            |
| 2019年 | 湖南卫视  | 《神奇的汉字》                           |            |
| 2019年 | 腾讯视频  | 《合唱吧！300》                          | 合唱发起人 |